# Chiesa di Saint-Pierre-de-Montmartre
La chiesa di Saint-Pierre-de-Montmartre (in francese: Église Saint-Pierre de Montmartre) è un luogo di culto cattolico del XVIII arrondissement di Parigi, situato sulla collina di Montmartre a poca distanza dalla basilica del Sacro Cuore. È sede dell'omonima parrocchia, retta dal clero dell'arcidiocesi di Parigi.

## Storia
Storicamente, è la più importante ed è una delle più antiche chiese di Parigi. Secondo la tradizione, la chiesa venne eretta nel luogo dove fu fondata la Compagnia di Gesù comunemente nota come i gesuiti, sulla Place du Tertre.
La chiesa odierna sorge sui resti di un tempio gallo-romano dedicato a Marte o Mercurio, risalente al VI secolo e situato nei pressi del luogo del martirio di san Dionigi di Parigi e dei suoi compagni Eleuterio e Rustico (seconda metà del III secolo). Iniziata nel 1133, fu dedicato nel 1147 da papa Eugenio III alla presenza del re Luigi VI di Francia e dell'abate Bernardo di Chiaravalle.
Durante la rivoluzione francese cadde in rovina al di sopra dell'abside, nel 1794, fu eretta una torre sormontata dal primo ripetitore telegrafico di Chappe, fatto installare dalla Convenzione Nazionale. I necessari lavori di ripristino furono eseguiti soltanto dal 1899 al 1905.
Dal 1923, la chiesa è monumento storico di Francia.

## Descrizione
L'esterno della chiesa conserva il suo aspetto medioevale in tutto fuorché nella facciata barocca, costruita nel XVIII secolo. A salienti, ha tre portali in bronzo realizzati da Tommaso Gismondi nel 1975.
In prossimità dell'abside, sul lato sinistro, si eleva la torre campanaria romanica con due ordini di bifore della cella campanaria.
L'interno, in stile gotico, è del tutto spoglio di decorazioni ed è a tre navate separate da pilastri. Si possono ammirare quattro colonne di marmo, a capitelli, provenienti, forse, da un tempio romano e le ogive più antiche di Parigi risalenti al 1147.
Le quattro facce dell'altare maggiore, coperte da lastre smaltate, furono realizzate da Froideaux nel 1977.
Tra le numerose pietre tombali, presenti nella chiesa, quella della regina di Francia Adelaide di Savoia, sposa di Luigi VI il Grosso e fondatrice, nel 1133, dell'abbazia delle Benedettine del Sacro Cuore di Montmartre.
Proprio sul luogo dove sorgeva l'abbazia di questa congregazione si trova, con ingresso dalla chiesa, il Giardino del Calvario.
Sulla cantoria in controfacciata si trova l'organo a canne, costruito nel 1868-1869 da Aristide Cavaillé-Coll, il quale reimpiegò la cassa lignea dello strumento precedente, realizzato alla fine del XVIII secolo per l'antica chiesa di Notre-Dame-de-Lorette e trasferito nell'attuale sede intorno al 1820; l'organo fu successivamente più volte restaurato e modificato, con l'ultimo intervento risalente al 2018-2019 ad opera di Laurent e Pierre-Adrien Plet. Attualmente esso conta 13 registri su due manuali e pedale, ed è a trasmissione meccanica; la sua consolle, fissa indipendente, è anch'essa situata in cantoria ed è rivolta verso la navata; la mostra si articola in due campi principali intervallati a tre tourrelles semicircolari.

## Galleria d'immagini

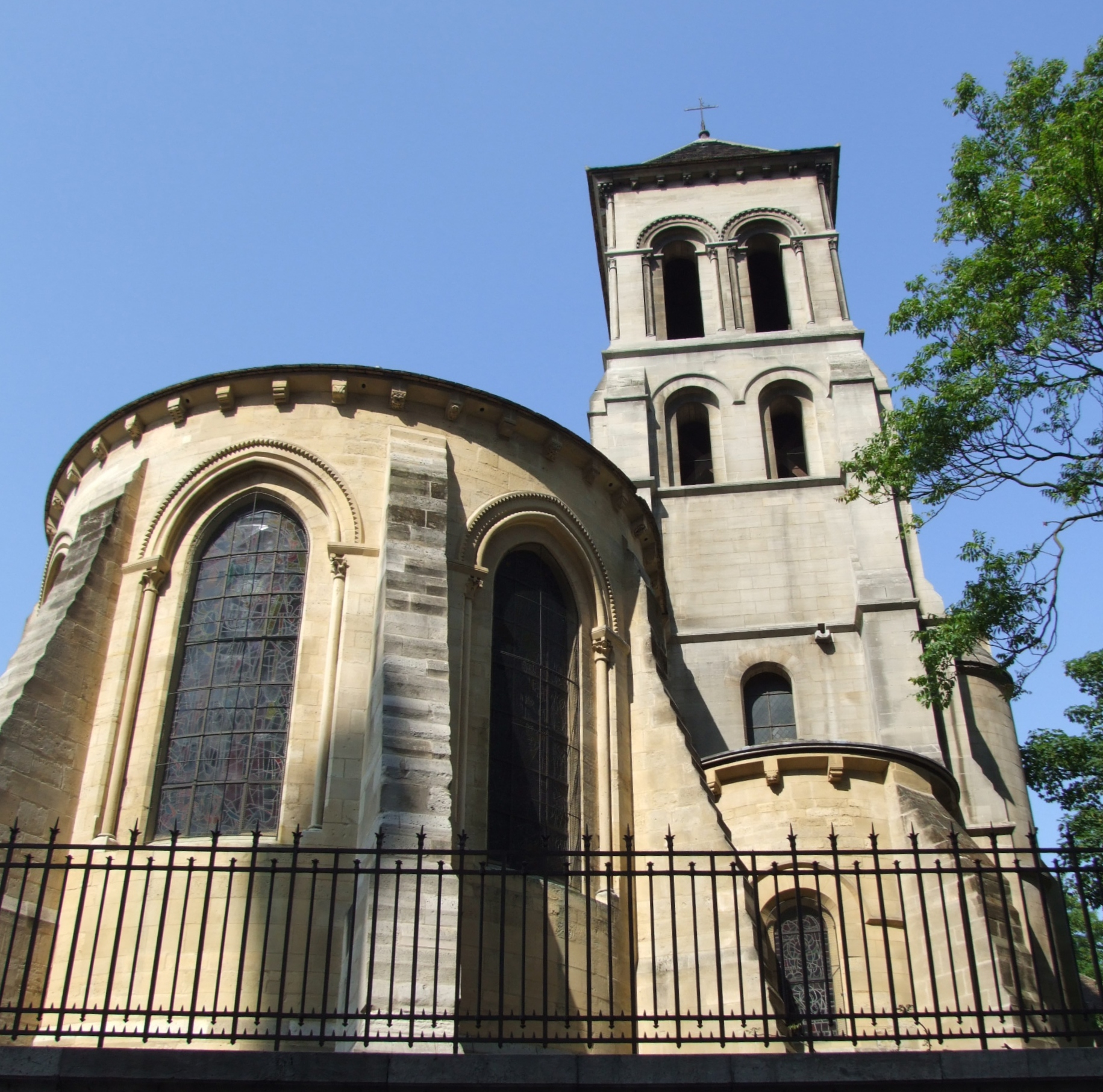
Abside e campanile
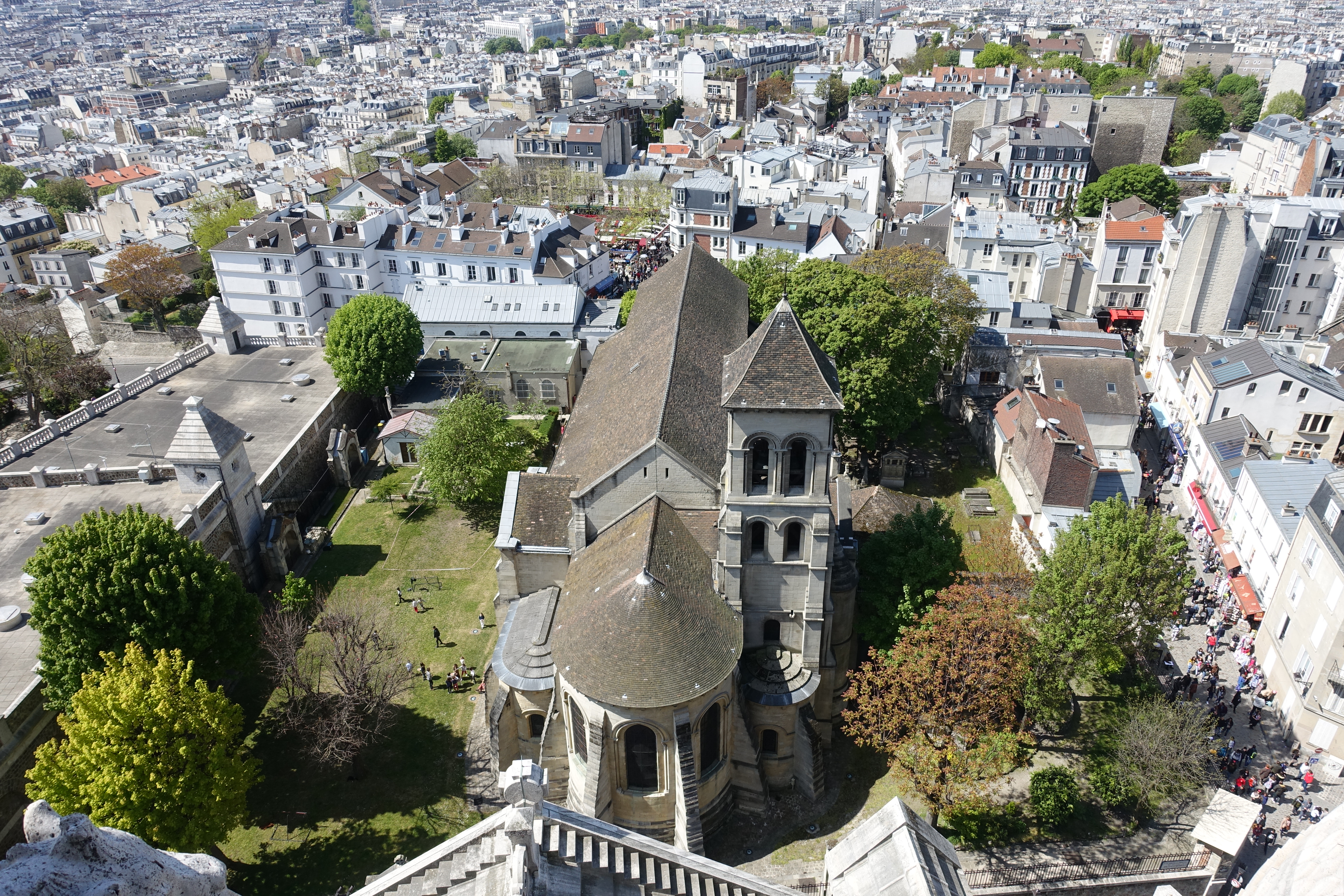
La chiesa vista dall'alto, dalla cupola della Basilica del Sacro Cuore
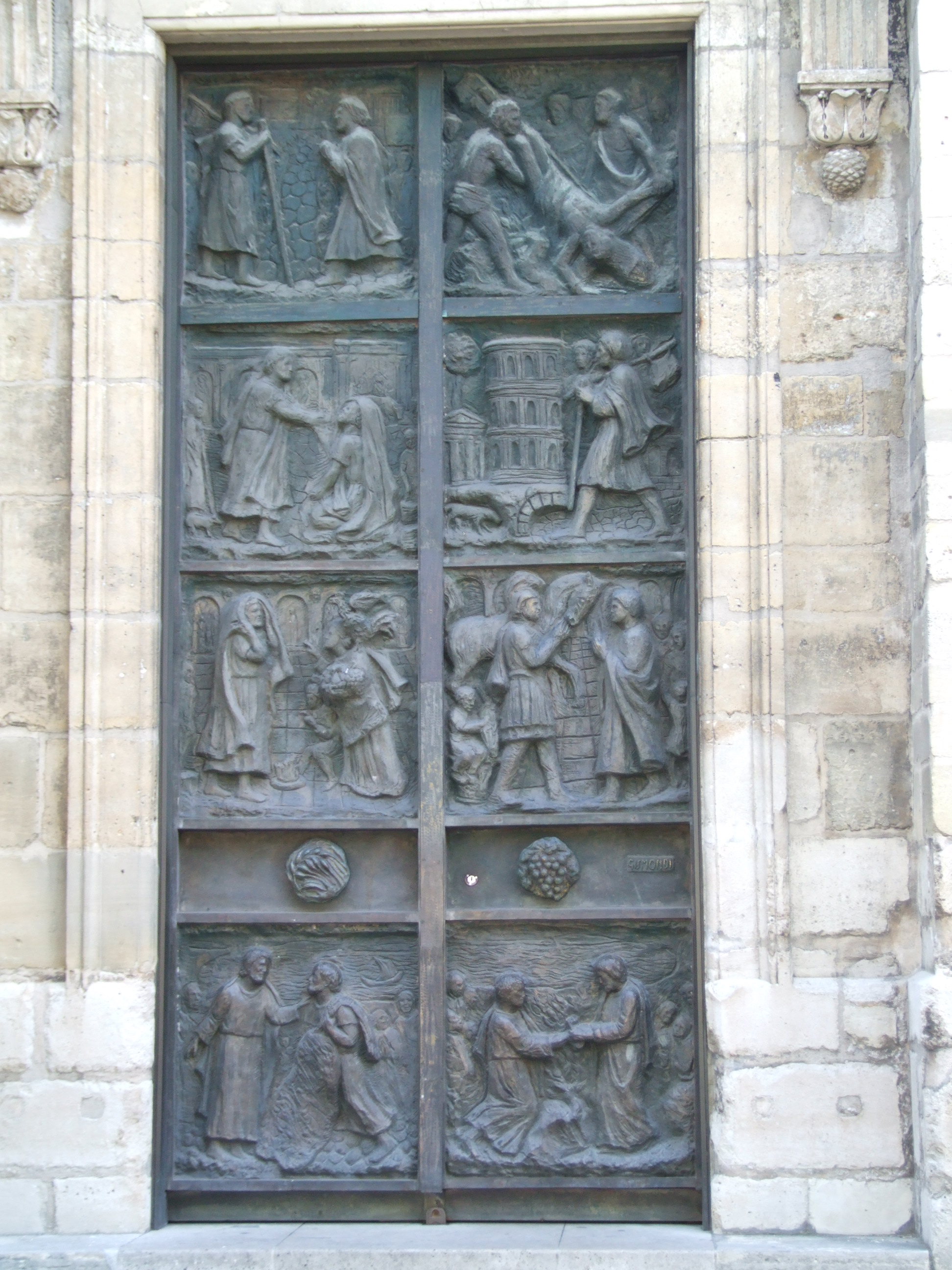
Il portale bronzeo
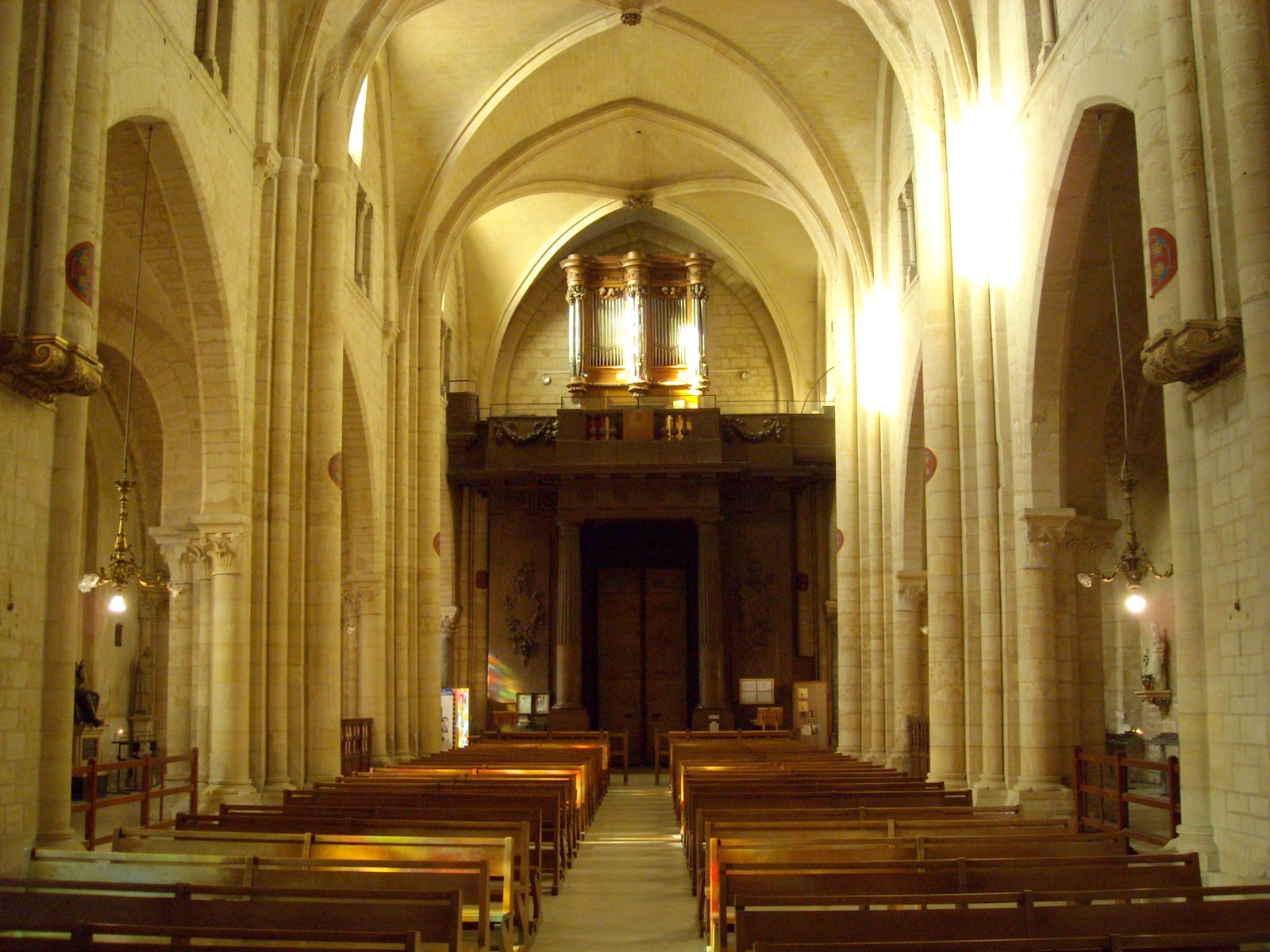
Interno verso la controfacciata
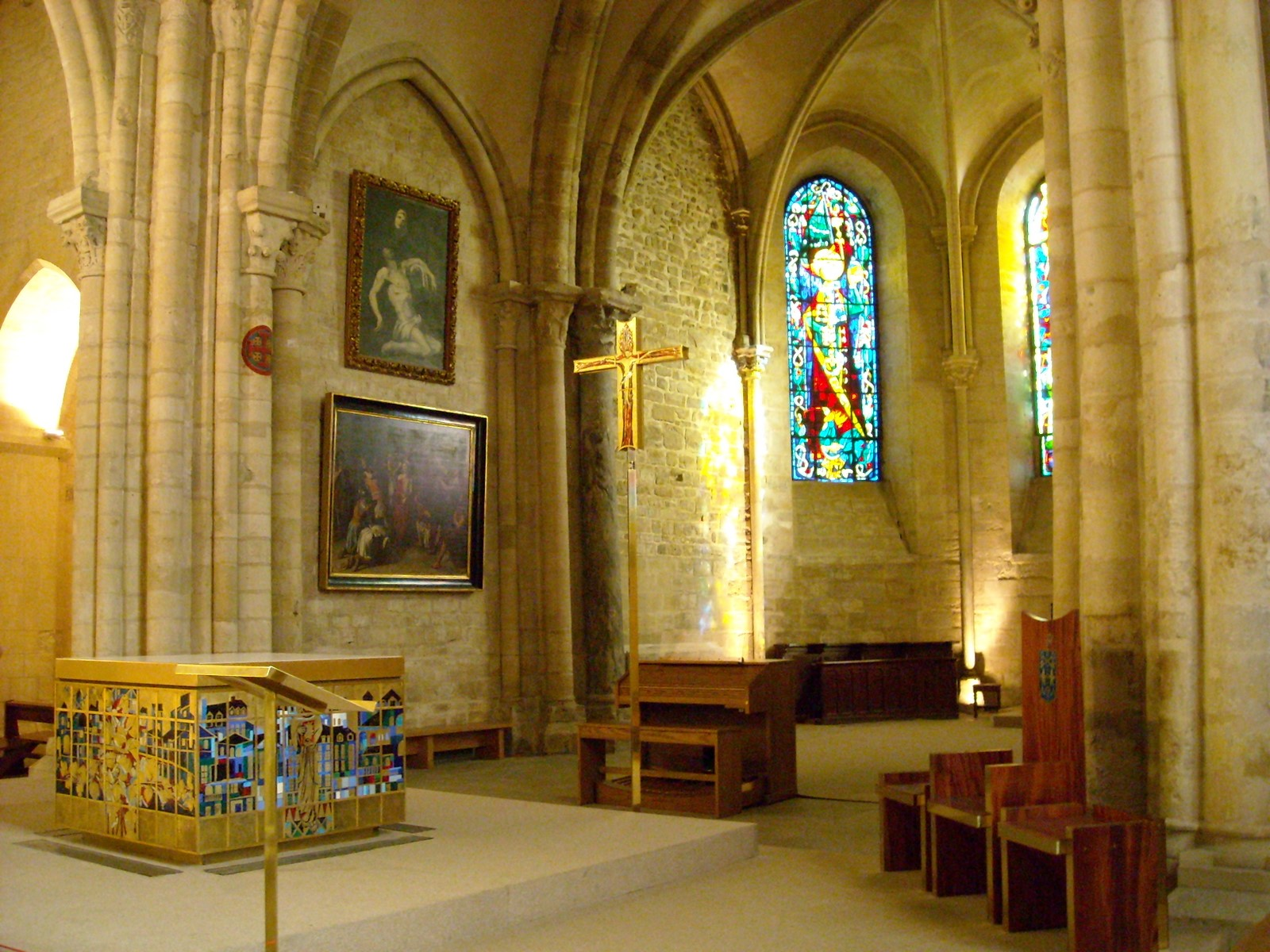
Il presbiterio